# Урочище Ревні
Уро́чище Ре́вні — зоологічна пам'ятка природи місцевого значення в Україні. Розташована в межах Луцької міської громади Луцького району Волинської області, на північний захід від села Дачне. 
Площа 7 га. Статус надано 1995 року за розпорядженням Волинської ОДА від 12.12.1995 р. №213. Перебуває у віданні ДП «Волинський військовий лісгосп», Луцьке лісництво (кв. 35, вид. 8; кв. 36, вид. 2, 3). 
Статус надано для збереження частини лісового масиву в пониженні, де знаходяться високобонітетні насадження сосни звичайної та дуба звичайного, віком 100-150 років, де колись проводилася розробка гончарної глини. Серед тварин водяться рідкісний для Волині вид — борсук. 
Пам'ятка природи «Урочище Ревні» входить до складу національного природного парку «Цуманська Пуща».

## Галерея

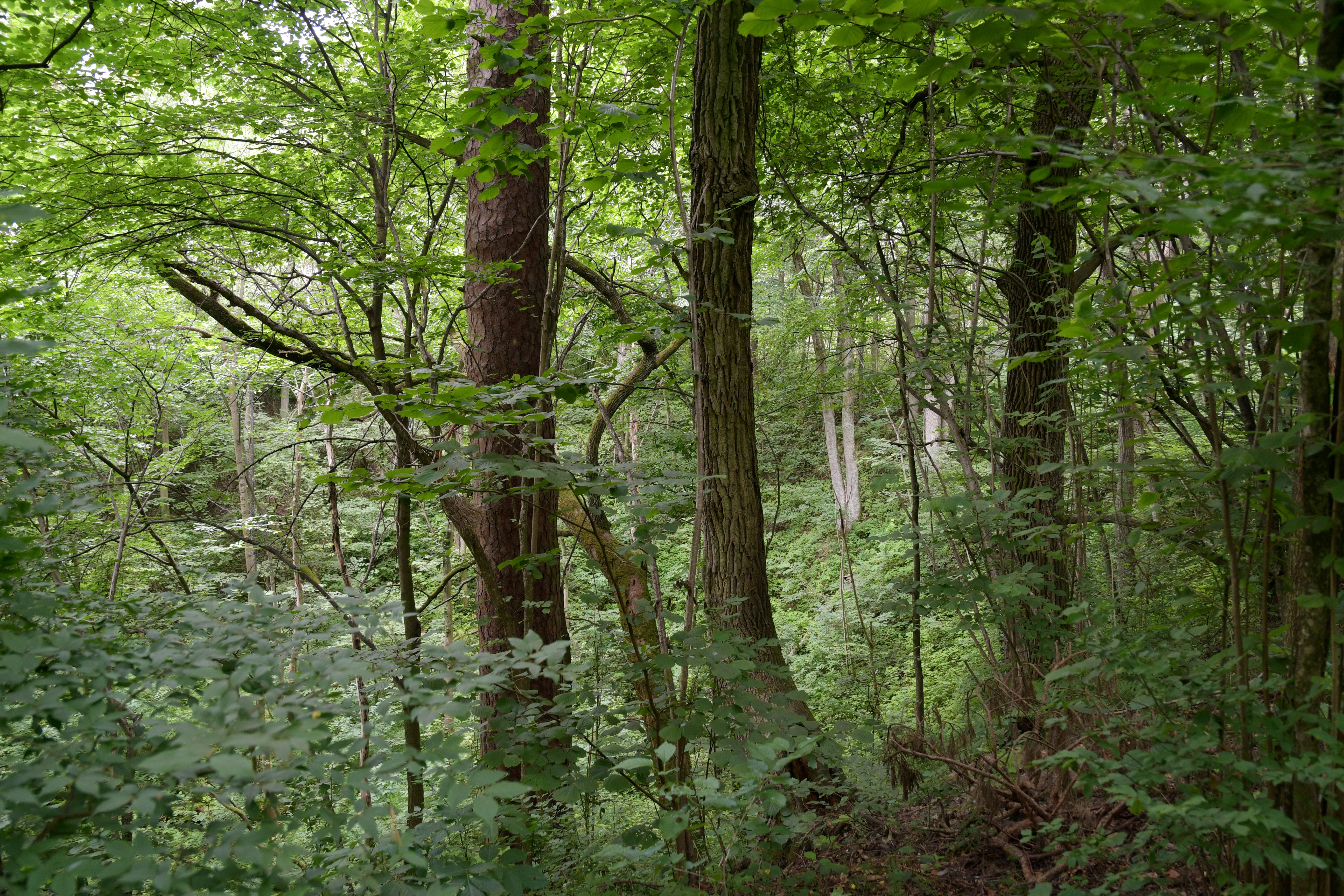
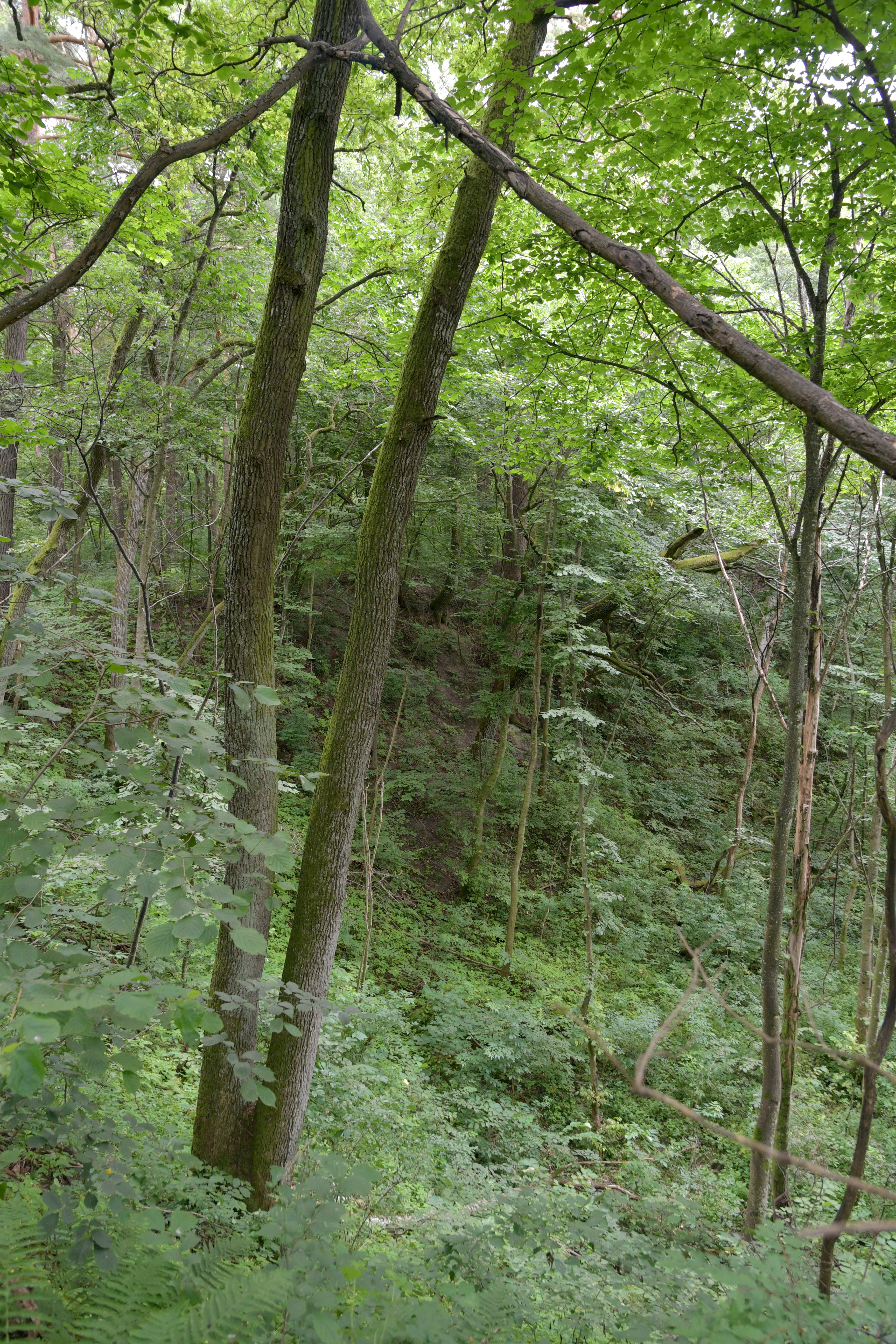
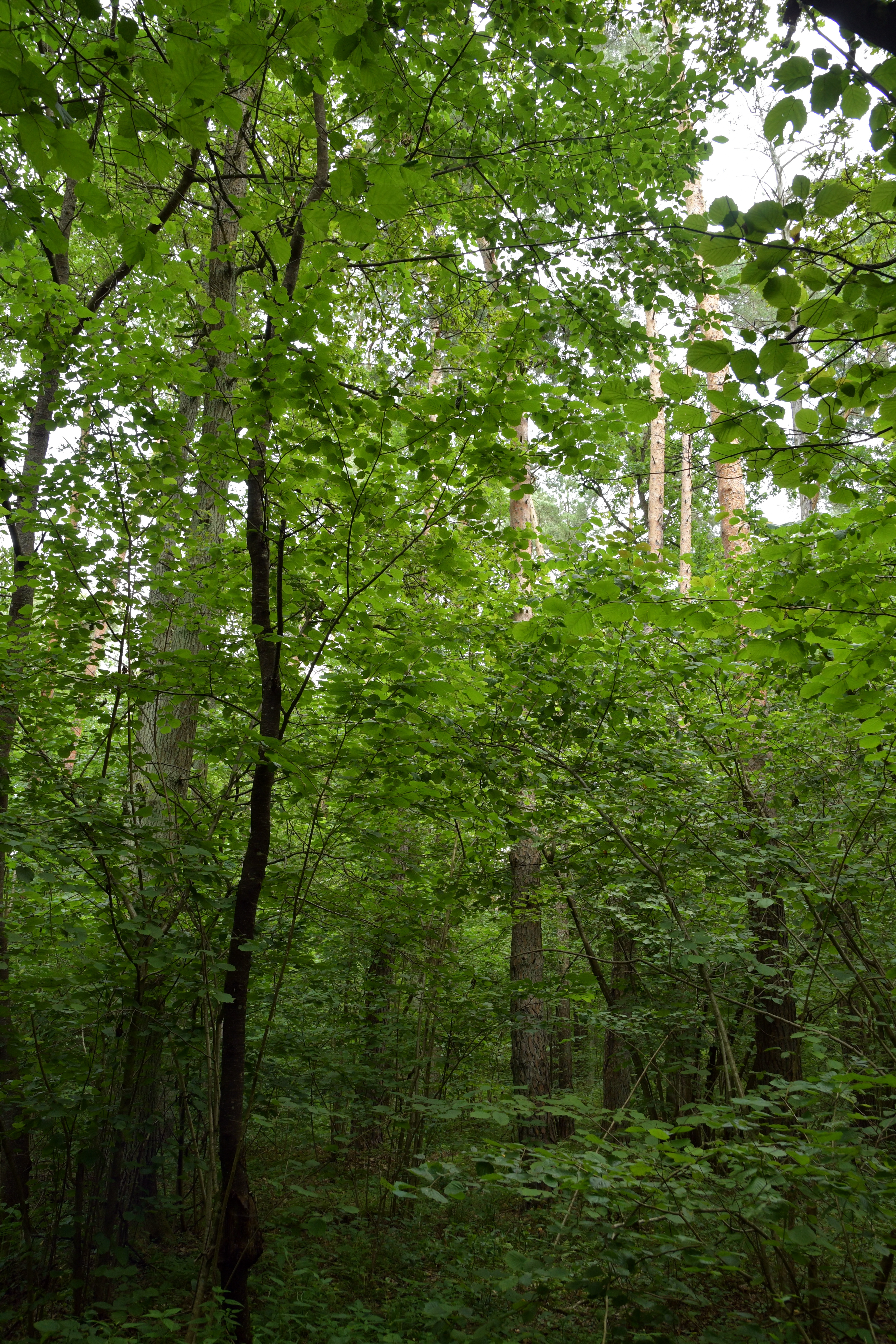